# Club des Patineurs et Hockeyeurs Dijonnais
Die Ducs de Dijon (offizieller Name: Club des Patineurs et Hockeyeurs Dijonnais) sind eine französische Eishockeymannschaft aus Dijon, welche 1901 gegründet wurde und seit 2017 in der Division 3, der vierthöchsten französischen Eishockeyliga, spielt.
Seine Heimspiele trägt der Club im 1.200 Zuschauer fassenden Patinoire municipale Trimolet aus.

## Geschichte
Der Club des Patineurs et Hockeyeurs Dijonnais, der im Jahr 1901 gegründet wurde, spielt seit der Saison 2002/03 durchgehend in der Ligue Magnus. Ihrer Teilnahme an der höchsten französischen Spielklasse ging eine Erweiterung der Teilnehmerzahl von sieben auf 15 in der Ligue Magnus im Jahr 2002 voraus. Zuvor gewann die Mannschaft 1988 und 2000 die Meisterschaft der Division 2, der dritthöchsten französischen Spielklasse.
In der Saison 2002/03 erreichten sie zu Beginn den achten von 15 Plätzen. Im folgenden Jahr verbesserten sie sich auf den siebten Rang, ehe sie 2004/05, als die Playoffs neu eingeführt wurden, diese als Zehnter um sechs Punkte. Die Saison 2005/06 war die bislang erfolgreichste in der Clubgeschichte, als die Ducs, sowohl in der Liga das Halbfinale erreichten, wo sie mit 0:3 Spielen dem späteren Meister Rouen Hockey Élite 76 unterlagen und als sie erstmals die Coupe de France gewannen. Im Finale schlugen sie die Diables Rouges de Briançon knapp mit 3:2 nach Verlängerung. Doch bereits in der folgenden Spielzeit stürzte Dijon auf den vorletzten Rang ab. In der Saison 2007/08 schied Dijon zum zweiten Mal bei ihrer zweiten Playoffteilnahme aus, als sie erneut dem Team aus Rouen unterlagen. 2016 stieg die Mannschaft aus der Ligue Magnus ab. In der Spielzeit 2017/18 sollte der Klub in der drittklassigen Division 2 antreten, zog seine Mannschaft dort aber zurück und spielte mit der bisherigen Zweitvertretung in der Division 3 an.

## Erfolge
- Coupe de France: 2006, 2012
- Division 2: 1988, 2000

## Bekannte ehemalige Spieler
| - Alain Gobet - Arnaud Sordel - Vladimír Hiadlovský - Milan Tekel |